# No-Big-Silence
No-Big-Silence (antigamente: Aggressor) é uma banda estoniana de metal industrial/rock industrial formada em 1989 na cidade de Tallinn.

## Integrantes

### Membros atuais
- Marek Piliste "Cram" – vocal (1995 - presente)
- Villem Tarvas "Willem" – baixo, guitarra, vocal de apoio (1995 - presente)
- Kristo Kotkas "Kristo K" – guitarra e teclado (1995 - presente)
- Rainer Mere – bateria (2008 - presente)

### Ex-membros
- Marko Atso – bateria (1995 - 2000)
- Kristo Rajasaare "Kristo R" – bateria (2000 - 2008)

## Discografia

### Álbuns de estúdio
Como Aggressor
- 1990: Indestructible
- 1993: Procreate the Petrifactions
- 1994: Of Long Duration Anguish
- 2004: Procreate the Petrifactions 2004 (relançamento com 4 faixas bônus)

Como No-Big-Silence
- 1997: 99
- 2000: Successful, Bitch & Beautiful
- 2004: Kuidas kuningas kuu peale kippus
- 2006: War In Wonderland
- 2009: Starstealer

### DVDs
- 2007: Suurte masinate muusika

### Compilações
- 2003: Unreleased